# .cy
.cy je internetová národní doména nejvyššího řádu pro Kypr. Tato doména neplatí pro tzv. Severokyperskou tureckou republiku, která používá ccTLD .nc.tr.
Registrace je omezena na kyperské rezidenty a firmy; při registraci je nutno zadat osobní nebo firemní registrační číslo. Existují různá omezení pro jednotlivé subdomény, ale .com.cy je bez restrikce.
Kvůli existenci různých rozložení klávesnice (Qwerty a Qwertz) se Češi často dostávají do styku s doménou .cy, která se plete s .cz.

## Domény druhé úrovně
- ac.cy - Akademické a výzkumné instituce.
- net.cy - Poskytovatelé internetových složeb.
- gov.cy - Vládní instituce.
- org.cy - Neziskové organizace.
- pro.cy - Profesní organizace a asociace.
- name.cy - Jména fyzických osob.
- ekloges.cy - Organizace nebo jednotlivci se vztahem k volbám.
- tm.cy - Registrované obchodní značky.
- ltd.cy - Registrované soukromé nebo veřejné společnosti s ručením omezeným.
- biz.cy - Ostatní registrované obchodní společnosti.
- press.cy - Tiskové organizace a subjekty.
- parliament.cy - Kyperský parlament a příbuzné subjekty.
- com.cy - Komerční společnosti (neomezená registrace).